# ريتشارد تشونغ
ريتشارد تشونغ (بالإنجليزية: Richard Chung) هو مدرس أمريكي، ولد في 1951، وتوفي في 1992 بسبب تسمم بأحادي أكسيد الكربون.